# Amérique russe
1741–1867
Entités suivantes :
- Territoire de l'Alaska

L'Amérique russe (en russe : Русская Америка, Rousskaïa Amerika) correspond aux possessions russes sur le continent américain, et organisées en colonie à partir de 1796. Ces territoires correspondent aujourd'hui principalement à l'Alaska mais incluait aussi le Fort Ross dans l'actuelle Californie.

## Historique
Au cours du XVIIIe siècle, l'Empire russe entreprend plusieurs expéditions afin d'explorer la partie orientale de la Sibérie et de déterminer si une route existe entre l'Asie et l'Amérique du Nord. La deuxième expédition du Kamtchatka notamment, menée par Vitus Béring, permet la découverte de l'Alaska en 1741.
Néanmoins, ce n'est qu'à la fin du siècle, en grande partie grâce à la Compagnie russe d'Amérique, que la Russie prend pleinement possession du territoire et l'érige en colonie.
Elle s'étendit sur la côte au sud jusqu'en Californie à fort Ross de 1812 à 1841 dans une volonté d'accéder à des terres fertiles pour assurer un approvisionnement en nourriture à l'Alaska à l'environnement très hostile.
Ce fut un échec en partie car elle se heurta politiquement aux Espagnols puis Mexicains et américains, en partie car l'économie russe en Amérique était trop centrée sur le très rentable commerce des fourrures.
Mais des Russes s'installèrent plus au sud comme en témoigne une cloche d'une cinquantaine de kilos qui fut retrouvée enterrée dans un bois près de la Mission San Fernando Rey de España (en) dans la Californie du Sud en 1920. Elle portait l'inscription russe : « En ce mois de janvier de l'année 1796, cette cloche fut apportée de l'île de Kodiak par sa sainteté l'Archimandrite Joseph, durant le séjour d'Alexandre Baranov ». Il est maintenant reconnu que cet objet d'art orthodoxe russe de Kodiak, a réellement fait le trajet vers les missions catholiques espagnoles du sud de la Californie, prouvant l'existence d'une diaspora russe sur l'ensemble de la côte pacifique nord-américaine et de ses contacts avec les Espagnols et les cultures autochtones d'Amérique. 
On estime que l'Alaska comptait dans les années 1860  2 500 Russes ou métis et 8 000 aborigènes, pour un total de 10 000 habitants, sous le commandement direct de la compagnie russe des fourrures, et peut-être 50 000 Inuits vivant sous cette juridiction. Les Européens vivaient dans 23 lieux de peuplement, situés sur les îles ou en bordure des côtes. Les petites stations regroupaient seulement 4 ou 5 Russes chargés de la collecte et du stockage des fourrures apportées par les Amérindiens et du ravitaillement des navires qui venaient les chercher. La plus grande ville de l'époque, la Nouvelle-Arkhangelsk, maintenant nommée Sitka, a été fondée en 1804 pour le négoce des très rentables fourrures d'otaries. Elle comptait environ 116 baraques abritant 968 habitants. La seconde ville était Saint-Paul sur l'île Kodiak avec 100 baraques et 283 personnes. Elle était le centre de l'industrie de la fourrure d'otarie.
Mais pour la Russie, le territoire est d'un faible intérêt économique et sans continuité avec ses possessions sibériennes et difficile à défendre. Une puissance maritime, anglaise ou américaine ou autre le couperait aisément du reste de la Russie. Aussi en 1867, elle vend sa colonie pour 7 200 000 $ aux États-Unis. Cette vente permet aux deux États d'éviter que les Britanniques, frontaliers de l'Alaska par leurs possessions canadiennes, ne s'emparent du territoire.

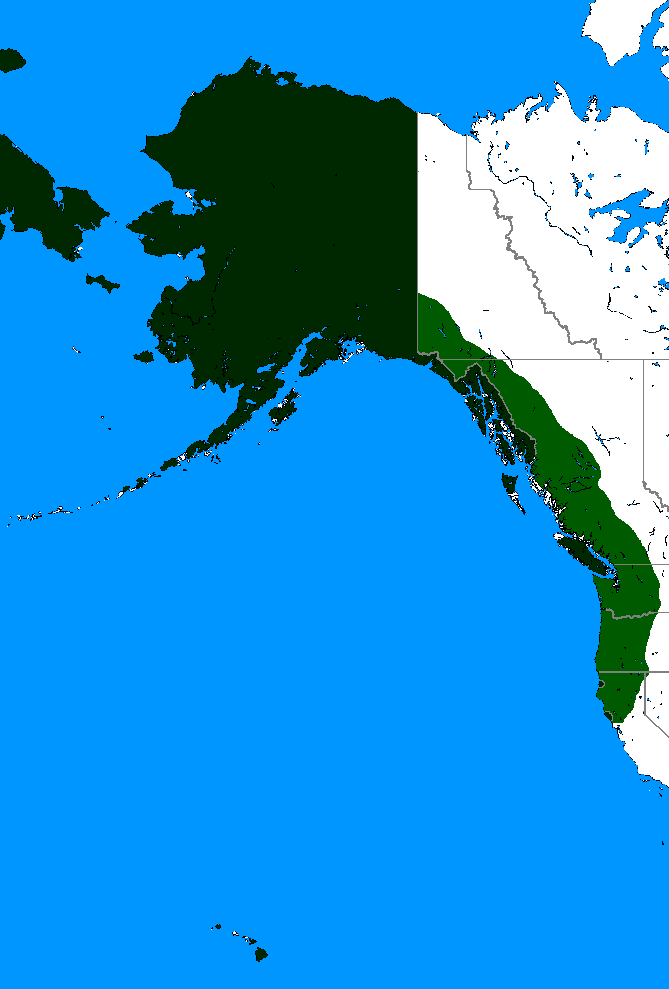
Les territoires de chasses revendiqués par les Russes sur le continent américain au XIXe siècle.